# Gran cacao

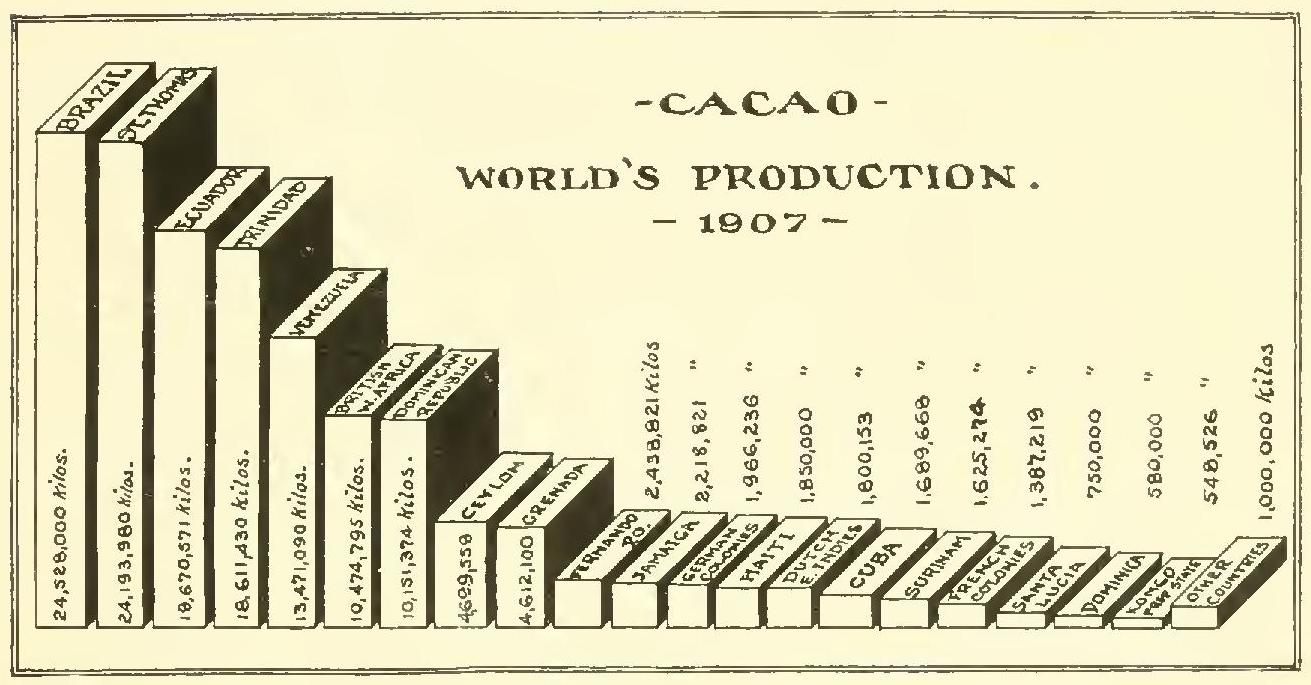
Principales productores de cacao en 1907.

Gran cacao es una denominación que se originó de una situación socioeconómica en algunos países de la región latinoamericana productores de cacao.

## Ecuador

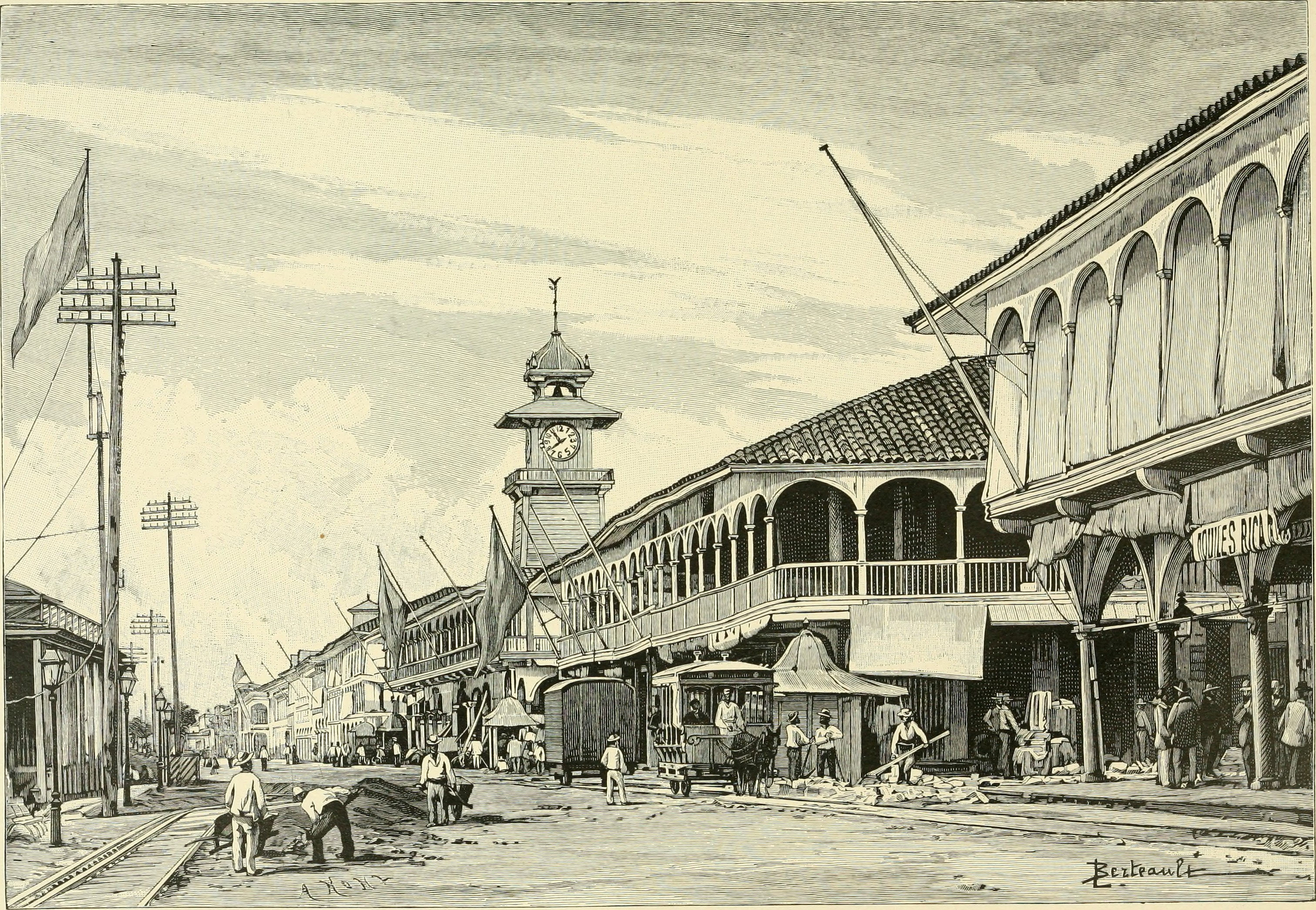
Secado del cacao en las calles de Guayaquil, 1894.

Clasificación del cacao para envío a fábricas de chocolate norteamericanas y europeas, Guayaquil, Ecuador, entre 1900 y 1910

Durante el periodo comprendido entre 1830 y 1920, Ecuador llegó a ser uno de los mayores exportadores de cacao de alta calidad en el mundo, en 1880 se producía 15.000 TM de cacao de arriba nacional para exportación, para la década de 1890 de ese mismo siglo la producción se triplicó teniendo un promedio de producción de 40.000 TM, en esta misma década Ecuador llegó a ser el mayor exportador mundial de cacao hasta los años 1920 cuando la aparición y expansión de las enfermedades Escoba de bruja y Monilla acabó con el 30% de la producción, sumándole a esto la disminución de las exportaciones internacionales debido a la Primera Guerra Mundial.
La producción de cacao durante este periodo trajo una gran riqueza al Ecuador, tuvo tal influencia en la economía que los primeros bancos del país se crearon gracias a la solidez que ofrecía el cacao como motor económico.
Muchas familias adineradas que se dedicaban a la producción del grano de cacao, coloquialmente denominado pepa de oro, se las llamaban Grandes Cacao y a su jefe de hogar El Gran Cacao, la mayoría de estas familias tenían su haciendas ubicadas en Vinces y sus alrededores, también conocida como París chiquito, dada la influencia francesa traída por estas acaudaladas familias.

### Cultura
En las épocas del ‘boom’ cacaotero se registraron adopciones y adaptaciones culturales especialmente en la música y la vestimenta. 
Se registran imágenes de instrumentos musicales como el arpa, la bandolina, la guitarra y otros que los ‘gran cacao’ trajeron al país tras sus viajes a París, por sus relaciones comerciales y sociales con familias europeas. Pero también la presencia de los pequeños jornaleros y finqueros que llegaron de la Sierra con sus costumbres y tradiciones dio paso a la creación de su propia música y versos.
En cuanto a la vestimenta, los “gran cacao” lucían camisas blancas, denominadas ‘cotona’, que son las llamadas guayaberas. 
Hoy en día, la mirada del turismo se dirige hacia lugares donde se cultiva el cacao y se están creando rutas que permiten al visitante conocer plantaciones.

## Venezuela
Durante la época colonial de Venezuela el cacao era muy apreciado y su cultivo y exportación constituyó la mayor fuente de riqueza de Venezuela. Los dueños de haciendas eran muy ricos y eventualmente compraban títulos nobiliarios, por eso a ellos se les llamaba «grandes cacaos». Todavía hoy se le dice así a la persona adinerada y con influencias.
A las personas arrogantes o fanfarronas que aparentan ser lo que no son en realidad se les suele decir: Se las da de gran cacao y no llega ni a borra de café.